# Ngunispråk

Andel av befolkningen i Sydafrika som talar något ngunispråk i hemmet.
0–20 %
20–40 %
40–60 %
60–80 %
80–100 %

Ngunispråk är en grupp nära besläktade bantuspråk som talas framför allt i södra Afrika. Hit hör de största språken i södra och östra Sydafrika såsom xhosa och zulu. Tillsammans anses det vara fem språk i språkgruppen:
- Sydndebele-lowland
  - Siswati
  - Nordndebele (eller zimbabwisk ndebele)
  - Zulu-xhosa
    - Zulu
    - Xhosa
- Samayela ndebele

Ett påfallande drag av ngunispråk är det att de här språken har lånat klickljud från khoisanspråk. Detta beror på långvariga kontakter, bl.a. äktenskap, mellan de två etniska grupperna..